# Herz und Mund und Tat und Leben, BWV 147a
Herz und Mund und Tat und Leben ("Coração e boca e ações e vida", em alemão), BWV 147, é uma cantata de Johann Sebastian Bach, composta por ocasião da festa da Visitação de Maria a Isabel, sua prima (mãe de João Batista - o que batizou Jesus) (vide Lucas 1:31-38), em Leipzig, em 2 de julho de 1723, embora já existisse numa versão anterior, ligeiramente diferente, de 1716.
Apesar de ter a numeração BWV 147 no catálogo completo de suas obras, foi, na verdade, a 32ª cantata composta por Bach — entre as que sobreviveram. Bach escreveu um total de 200 cantatas durante sua estada em Leipzig, principalmente para atender à demanda das igrejas locais, que era de quase 60 cantatas diferentes por ano.
Esta cantata é uma das mais célebres de Bach, em especial, o décimo movimento (repetição do sexto, com outro texto), conhecido como Jesus bleibet meine Freude ("Jesus, alegria dos homens").

## Composição
O efetivo orquestral e o conjunto de vozes da cantata Herz und Mund und Tat und Leben são constituídos por:
- vozes solistas: soprano, contralto, tenor e baixo;
- coro a 4 partes;
- orquestra: trompete, 2 oboés, fagote, 2 violinos, viola, e baixo contínuo.

Há também uma segunda formação orquestral com: trompete, 2 oboés, Oboé d'amore, 2 Oboés da caccia, 2 violinos, viola, e Contínuo (incluindo Violoncelo e Violone no Movt. Nº 7)
É constituída de duas partes:
- Primeira parte
  - 1. Coro(5): Herz und Mund und Tat und Leben
  - 2. Recitativo: Gebenedeiter Mund!
  - 3. Ária: Schäme dich, o Seele nicht
  - 4. Recitativo: Verstockung kann Gewaltige veblenden
  - 5. Aria: Bereite dir, Jesu, noch itzo die Bahn
  - 6. Chorus: Wohl mir, daß ich Jesum habe
- Segunda parte
  - 7. Aria: Hilf, Jesu, hilf, daß ich auch dich bekenne
  - 8. Recitativo: Der höchsten Allmacht Wunderhand
  - 9. Aria: Ich will von Jesu Wundern singen
  - 10. Coro: 'Jesus bleibet meine Freude' (Jesus, alegria dos homens)

### Texto
A maior parte do texto usado na cantata 147 é de Salomão Franck, enquanto os textos originais do 6º e 10º movimento foram escritos por Martin Janus em 1661. O texto do 10º movimento é inspirado no versículo bíblico que cita:…no Teu nome e na Tua memória está o desejo da nossa alma. (Cântico de confiança na proteção Divina)

### Tradução para o português (livre)
Coração e boca e atitude e vida
1. Coro
Coração e boca e ações e vida
Devem dar testemunho de Cristo
Sem medo nem hipocrisia,
Pois ele é Deus e Salvador.
2. Recitativo (tenor)
Bendita boca!
Maria dá a conhecer o íntimo de sua alma
Com gratidão e louvores;
Ela desata a falar, espontaneamente,
Das maravilhas que o Senhor operara
Por meio dela, sua serva.
Ó raça humana,
Escrava de Satanás e dos pecados,
Tu és livre — através da manifestação viva de Cristo,
Desse fardo e dessa subserviência.
Contudo, tua boca e tua índole rebelde
insistem em negar tal bondade.
Não te esqueças, pois, que, segundo as Escrituras,
Um terrível julgamento te espera.
3. Ária (contralto)
Não te envergonhes, ó Alma,
De confessar teu Salvador,
Para que ele possa chamar-te noiva
Perante a face do Pai!
Porquanto aquele que sobre a terra
Temerariamente o renega
Será por ele renegado,
Quando ele vier em glória.
4. Recitativo (baixo)
A obstinação cega os poderosos,
Até que do seu trono os lance a mão do Altíssimo.
Esta mão porém se erguerá,
Ainda que diante dela trema a esfera terrestre,
Em favor dos mansos e dos humildes,
Os quais serão salvos.
Ó cristãos bem-aventurados,
Ide, preparai-vos,
Pois é chegada a hora oportuna,
Pois é chegado o dia da redenção;
Vosso corpo e espírito,
O Salvador quer revesti-los com os dons da credulidade.
Ide, invocai-o com lúbrico desejo,
A fim de o acolherdes firmes na fé!
5. Ária (soprano)
Prepara, ó Jesus, ainda hoje, a tua vinda!
Cobre os recônditos do coração, da alma,
E contempla-me com os olhos da graça.
6. Coral
Bem-aventurado sou, porque tenho Jesus.
Oh, quão firmemente eu o seguro,
Para que traga refrigério ao meu coração,
quando estou triste e abatido.
Eu tenho Jesus, que me ama
e a si mesmo se entregou por mim.
Ah! Por isso não o deixarei,
Mesmo que meu coração se quebre.
7. Ária (tenor)
Ajuda-me, Senhor, ajuda-me a reconhecer-te
No bem e no mal, na alegria e no sofrimento,
E que eu possa chamar-te Salvador
Com fé e serenidade;
Que meu coração arda sempre de amor por ti.
8. Recitativo (contralto)
A mão forte do Altíssimo age
Até nos confins da terra.
João deve encher-se do Espírito:
Já no ventre de sua mãe
Envolvem-no os laços do amor,
E o fazem conhecer o seu Senhor,
Embora ainda não possa nomeá-lo;
Ele se agita, pula, salta,
Fazendo que Isabel confesse um milagre,
E que dos lábios de Maria brotem cânticos de alegria.
Ó Justos, se vós percebeis a fraqueza da carne,
E tendes vosso coração ardendo,
E contudo vossos lábios ainda não professam o Redentor,
Deus vos dará forças,
E alevantará o poder do espírito em vós,
Para que com júbilo e louvores o exalteis.
9. Ária (baixo)
Cantarei os prodígios de Jesus,
E levarei até ele a oferenda dos meus lábios.
A minha carne frágil,
Subjugará ele, pelo seu próprio amor,
E a minha voz mundana,
Mediante o seu fogo sagrado
10. Coral
Jesus continua sendo minha alegria,
o conforto e a seiva do meu coração
Jesus refreia a minha tristeza,
Ele é a força da minha vida
É o deleite e o sol dos meus olhos,
O tesouro e a grande felicidade da minha alma,
Por isso, eu não deixarei ir Jesus
do meu coração e da minha presença.

### Partitura
A partitura original de Bach está autografada e datada para a primeira performance no dia 2 de julho de 1723, inusitadamente, uma cópia muito limpa e sem correções. A primeira página da Cantata pode ter sido datada de 1716 e contém o original do 1º movimento — sem quaisquer mudanças — como composto por Bach ("Cantata Weimar Advent), conhecido como BWV 147a. Esta partitura ficou na posse de seu filho, C. P. E. Bach. O restante original, da Cantata 147a (da qual Bach transcreveu o restante sobrevivente, BWV 147), ficou em posse de seu outro filho, W. F. Bach e, mais tarde, desapareceu para sempre.